# Idioma guayabero
El idioma guayabero es una lengua hablada por los indígenas guayaberos  que forma la rama suroccidental de la familia guahibana. Es una lengua aglutinante. Aunque hay libertad relativa en cuanto al orden de las palabras, el orden común de la oración es sujeto, objeto, verbo, pero las circunstancias temporales tienden a anteponerse al sujeto, , el objeto directo tiende a ir entre el sujeto y el verbo y las circunstancias espaciales se posponen al verbo.
Para los nombres hay tres géneros: masculino (-n), femenino (-w) y neutro (-x). El sufijo -t actúa como artículo singular. El plural de los nombres considerados "animados" o en movimiento, se marca con el sufijo -(a)n; los nombres referentes a los humanos se pluralizan -iwi, aunque los términos de parentesco y los pronombres se pluralizan con el sufijo -i. El diminutivo se marca con el sufijo -c y el aumentativo con el prefijo pin-.
Hay posesivos generales (tha_jax: "mi"; wha'jax: "nuestro"; niej_jax: "tuyo", "vuestro"; piaj_jax: "su"); y prefijos posesivos (tha-, wha-, nih-, pih-), para los nombres relativos al poseedor, como los términos de parentesco. 
En los pronombres un prefijo distingue entre los que conversan (ja-: "yo" xan, "tú" xam, "nosotros" xatis, "nosotros sin ti" xatisel, "vosotros" xamal) y los demás (japi-: "el" japon, "ella" japow, "ello" japox, "ellos" o "ellas" japi). En la conjugación verbal, mediante sufijos se indican la persona, número, modo y tiempo.

## Fonología
Vocales
|         | Anteriores | Centrales | Posteriores |
| ------- | ---------- | --------- | ----------- |
| Cerrada | i          | ɨ         | u           |
| Media   | e          |           | o           |
| Abierta |            | a         |             |

En sílabas acentuadas la vocal se realiza cerrada y en sílabas átonas suena abierta.
Consonantes
|                   | labial | alveolar | palatal | velar | glotal |
| ----------------- | ------ | -------- | ------- | ----- | ------ |
| oclusivas sordas  | p      | t        | č       | k     |        |
| oclusivas sonoras | b      | d        |         |       |        |
| nasales           | m      | n        |         |       |        |
| fricativas sordas | ɸ      | s        |         | x     | h      |
| lateral           |        | l        |         |       |        |
| vibrante          |        | r        |         |       |        |
| aproximantes      | w      |          | y       |       |        |

La n suena ñ después de i y e (/benel/ = béñel : "fariña"). La w suena v al comienzo de la palabra o en sílaba acentuada (/wik/ = vik : "viento"). La k puede sonar g antes de consonante alveolar como l. La s se palataliza y suena sh, al final de la palabra o lde una sílaba después de las vocales i y e. El acento es fonémico (no es predecible), aunque recae en una de las dos últimas sílabas.